# Elezioni parlamentari in Ungheria del 2014
Le elezioni parlamentari in Ungheria del 2014 si tennero il 6 aprile per il rinnovo dell'Assemblea nazionale. In seguito all'esito elettorale, Viktor Orbán, espressione di Fidesz, fu confermato Primo ministro, nell'ambito di una coalizione col Partito Popolare Cristiano Democratico.
Per effetto della riforma costituzionale del 2011, il numero dei componenti dell'Assemblea passò da 386 a 199. In base alla nuova legge elettorale, inoltre, per l'elezione del singolo candidato in ciascun  collegio uninominale sarebbe stata sufficiente la maggioranza relativa dei voti e non più la maggioranza assoluta, con la conseguenza che le elezioni del 2014 si svolsero in un solo turno; fu invece confermato lo sbarramento del 5% per le liste e del 10% per le coalizioni.
La coalizione di governo poté in tal modo contare sulla maggioranza dei due terzi dell'Assemblea nazionale.

## Risultati
| Liste                                          | Voti      | %     | Seggi |
| ---------------------------------------------- | --------- | ----- | ----- |
| Fidesz - KDNP                                  | 2.264.780 | 44,87 | 133   |
| Unità (MSZP - DK - Együtt - PM - MLP)          | 1.290.806 | 25,57 | 38    |
| Movimento per un'Ungheria Migliore             | 1.020.476 | 20,22 | 23    |
| La Politica può essere Diversa                 | 269.414   | 5,34  | 5     |
| Partito Operaio Ungherese                      | 28.323    | 0,56  | -     |
| Il Partito del Movimento Patria non in Vendita | 23.507    | 0,47  | -     |
| Movimento Civile - Mária Seres                 | 22.219    | 0,44  | -     |
| Partito dei Verdi                              | 18.557    | 0,37  | -     |
| Partito Civico Ungherese Socialdemocratico     | 15.073    | 0,30  | -     |
| Insieme 2014                                   | 14.085    | 0,28  | -     |
| Per un'Ungheria Sportiva e Sana                | 12.563    | 0,25  | -     |
| Autogoverno Nazionale del Tedeschi in Ungheria | 11.415    | 0,23  | -     |
| Comunità per la Giustizia Sociale del Popolo   | 10.969    | 0,22  | -     |
| Altri <10.000 voti                             | 45.176    | 0,90  | -     |
| Totale                                         | 5.047.363 |       | 199   |

- I 38 seggi della coalizione Unità sono così ripartiti: 29 Partito Socialista Ungherese, 4 Coalizione Democratica, 3 Insieme 2014, 1 Dialogo per l'Ungheria, 1 Partito Liberale Ungherese.